# Fußball-Landesklasse Mecklenburg 1947/48
Die Fußball-Landesklasse Mecklenburg 1947/48 war die zweite Austragung der Fußball-Landesklasse Mecklenburg. In dieser Spielzeit wurde die Landesklasse auf zwei Staffeln verkleinert (Ost und West), es qualifizierten sich für diese beiden Staffeln die jeweils vier besten Mannschaften der zwei Staffeln aus der letztjährigen Landesklasse Mecklenburg, sowie fünf Vertreter aus der Landesklasse Vorpommern. Erneut wurde die Meisterschaft im Rundenturnier ausgetragen. Die Sieger und Zweitplatzierten beider Staffeln qualifizierten sich für die Endrunde. Am Ende konnte die SG Schwerin ihre erste mecklenburgische Fußballmeisterschaft erringen. Durch diesen Sieg qualifizierten sich die Schweriner für die Fußball-Ostzonenmeisterschaft 1948, bei der sie jedoch bereits im Viertelfinale nach einer 1:3-Niederlage gegen die SG Planitz ausschieden. Auch der diesjährige mecklenburgische Vizemeister, SG Wismar-Süd, war für diese Ostzonenmeisterschaft qualifiziert. Ebenso wie die Schweriner schied Wismar bereits im Viertelfinale aus, gegen die SG Freiimfelde Halle wurde 1:3 verloren.
Mit der SG Torgelow gab es in dieser Spielzeit nur einen Absteiger, da die Anzahl der Teilnehmer zur kommenden Spielzeit erhöht wurde, gab es mit der SG Neubrandenburg, der SG Uckermünde, der SG Hagenow, sowie der SG Deutsche Volkspolizei Rostock vier Aufsteiger aus den Bezirksklassen.

## Staffel Ost
| Pl. | Verein             | Sp. | S | U | N | Tore    | Quote | Punkte |
| --- | ------------------ | --- | - | - | - | ------- | ----- | ------ |
| 1.  | SG Ribnitz         | 12  | 9 | 1 | 2 | 033:170 | 1,94  | 19:50  |
| 2.  | SG Greifswald      | 12  | 8 | 2 | 2 | 053:150 | 3,53  | 18:60  |
| 3.  | SG Stralsund a     | 12  | 5 | 2 | 5 | 027:300 | 0,90  | 12:12  |
| 4.  | SG Bergen          | 12  | 5 | 2 | 5 | 027:360 | 0,75  | 12:12  |
| 5.  | SG Rostock-Süd (M) | 12  | 5 | 0 | 7 | 031:190 | 1,63  | 10:14  |
| 6.  | SG Torgelow        | 12  | 3 | 1 | 8 | 017:390 | 0,44  | 07:17  |
| 7.  | SG Altentreptow    | 12  | 2 | 2 | 8 | 017:500 | 0,34  | 06:18  |

| (M) | Titelverteidiger |

## Staffel West
| Pl. | Verein            | Sp. | S | U | N | Tore    | Quote | Punkte |
| --- | ----------------- | --- | - | - | - | ------- | ----- | ------ |
| 1.  | SG Wismar-Süd     | 10  | 8 | 1 | 1 | 047:120 | 3,92  | 17:30  |
| 2.  | SG Schwerin       | 10  | 7 | 1 | 2 | 034:150 | 2,27  | 15:50  |
| 3.  | SG Neustadt-Glewe | 10  | 6 | 0 | 4 | 029:270 | 1,07  | 12:80  |
| 4.  | SG Güstrow        | 10  | 4 | 1 | 5 | 024:350 | 0,69  | 09:11  |
| 5.  | SG Parchim        | 10  | 2 | 1 | 7 | 018:390 | 0,46  | 05:15  |
| 6.  | SG Rostock-West   | 10  | 1 | 0 | 9 | 013:370 | 0,35  | 02:18  |

## Endrunde
Die Endrunde wurde vom 4. April 1948 bis 30. Mai 1948 ausgetragen, qualifiziert waren die Staffelsieger und Vizemeister beider Staffeln.
| 1948          | SG Schwerin | SG Wismar | SG Ribnitz | SG Greifswald |
| ------------- | ----------- | --------- | ---------- | ------------- |
| SG Schwerin   |             | 4:0       | 4:0        | 0:1           |
| SG Wismar-Süd | 2:3         |           | 4:1        | 4:0           |
| SG Ribnitz    | 0:4         | 0:4       |            | 2:0           |
| SG Greifswald | 2:2         | 0:2       | 3:4        |               |

| Pl. | Verein                              | Sp. | S | U | N | Tore    | Quote | Punkte |
| --- | ----------------------------------- | --- | - | - | - | ------- | ----- | ------ |
| 1.  | SG Schwerin (Zweiter Staffel West)  | 6   | 4 | 1 | 1 | 017:500 | 3,40  | 09:30  |
| 2.  | SG Wismar-Süd (Erster Staffel West) | 6   | 4 | 0 | 2 | 016:800 | 2,00  | 08:40  |
| 3.  | SG Ribnitz (Erster Staffel Ost)     | 6   | 2 | 0 | 4 | 007:190 | 0,37  | 04:80  |
| 3.  | SG Greifswald (Zweiter Staffel Ost) | 6   | 1 | 1 | 4 | 006:140 | 0,43  | 03:90  |